# Mikaél du Wello
Le ras Mikaél du Wello (1850 - 8 septembre 1918) est un noble et commandant d'armée éthiopien. Né Mohammed Ali, il change de nom après sa conversion au christianisme orthodoxe. Il est le père de Lij Iyasu

## Biographie
Mohammed Ali naît dans le Wollo en 1850, son père est Ali Abbadula et sa mère Getie. Mohammed est parent de la reine Worqitu. Il apprendra le Français entre 1870 et 1874 auprès d'une mission Mariste Chrétienne attachée à l'ambassade de France.  Il devient proche de Menelik II et lui apporte son soutien lors de son couronnement. En 1874, Menelik le nomme gouverneur du Wollo. Toutefois, à la suite d'une révolte anti-choanne, il décide de s'allier à Yohannes IV afin de rester au pouvoir dans la région. Il subit alors peu de temps après une défaite militaire face à Menelik, mais il réussit toutefois à se maintenir à la tête du Wollo. En 1878, lorsque Menelik abdique officiellement face à Yohannes IV, il accepte en même temps l'alliance entre le Negusse Negest et Mohammed. À la suite de la conférence de Borou Méda, Mohammed Ali se convertit christianisme orthodoxe et impose la nouvelle religion à la population locale dont une partie décide de quitter la région. Mohammed est alors baptisé Mikael et promu au rang de ras. Il se marie à Shoaregga, une fille de Menelik et fonde la ville de Dessie. En 1896, le Ras Mikael participe à la bataille d'Adoua où il est à la tête de la puissante cavalerie oromo. Après la mort de Menelik et l'arrivée au pouvoir Lij Iyasu, Ras Mikael reçoit le titre de Negus et joue un rôle important auprès du pouvoir impérial. Le comportement de Iyasu envers l'Islam - une possible conversion a été évoquée - inquiète le clergé et la noblesse qui décident de le renverser le 27 septembre 1916 afin de nommer Zewditou Nigiste Negest de l'Empire. Le 7 octobre, Ras Mikael réagit en envahissant le Choa depuis le Wollo avec une armée de 80 000 hommes afin de rétablir son fils au pouvoir. Le 27 octobre 1916, les troupes du Ras Mikael affronte les forces armées soutenant Zewditou lors de la bataille de Segalé. Le conflit s'achève par la défaite de Mikael qui fut emprisonné et exilé sur une île du lac Chabo en pays Gurage. Il demandera à Zewditou de quitter l'île, la requête fut acceptée et il fut emprisonné à Holeta Genet où il meurt le 8 septembre 1918.

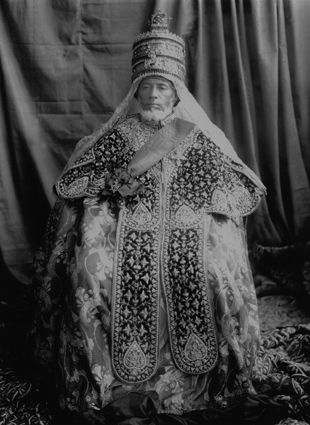
Michael Ali Roi de Wollo